# 凤凰镇 (全州县)
凤凰镇，是中华人民共和国广西壮族自治区桂林市全州县下辖的一个乡镇级行政单位。2014年改为镇建制。

## 行政区划
凤凰乡下辖以下地区：
和平村、畔毗村、汪里村、水西村、七里村、大毕头村、望高村、山头村、新民村、三里村、大坪村、石沙村、塘底村、三塘村、棕树村、麻市村、翠西村、翠东村、翠英村和立岗村。